# Germantown, Illinois
Germantown là một làng thuộc quận Clinton, tiểu bang Illinois, Hoa Kỳ. Năm 2010, dân số của làng này là 1269 người.

## Dân số
Dân số qua các năm:
- Năm 2000: 1118 người.
- Năm 2010: 1269 người.